# Wachtendonk

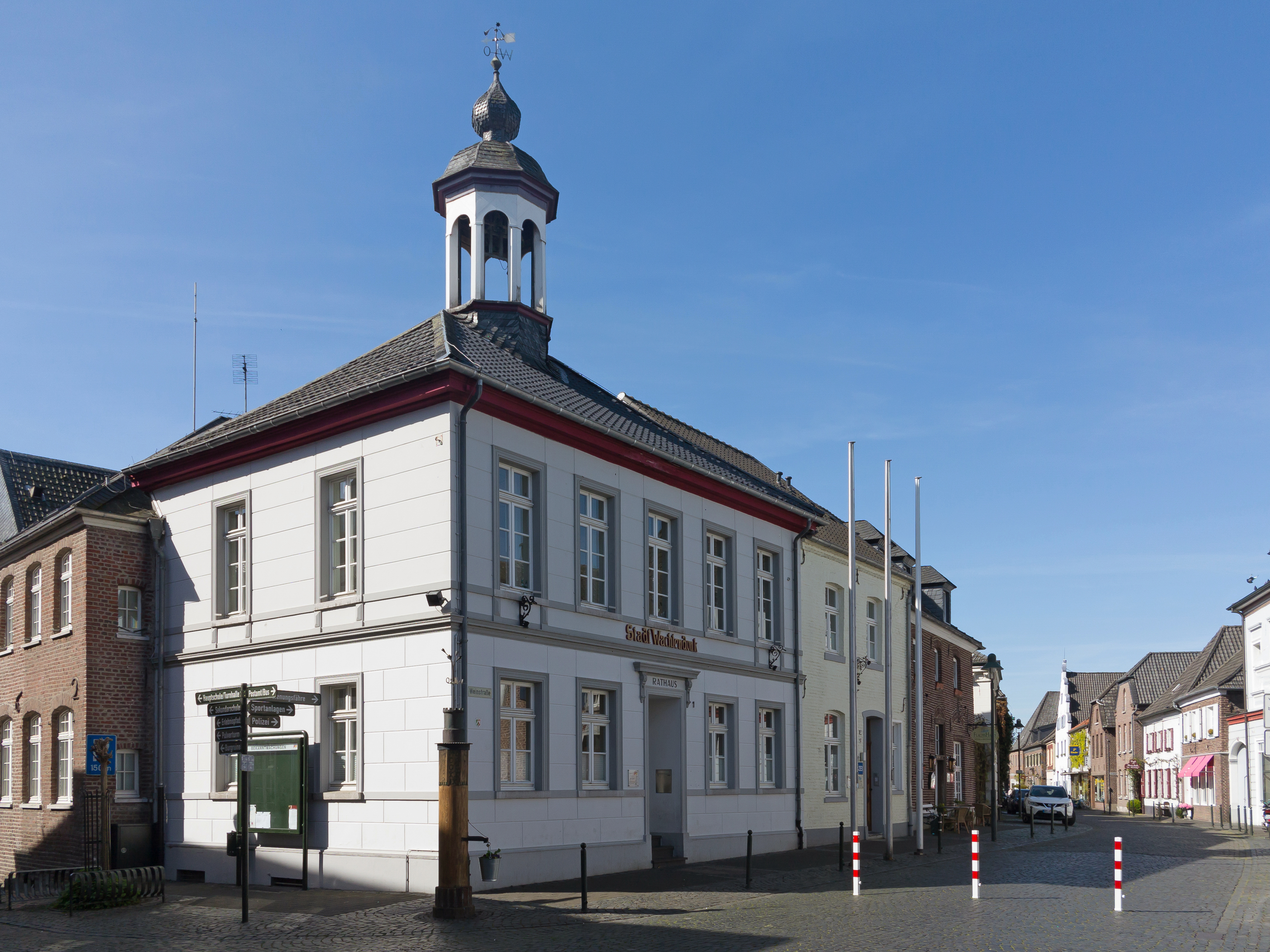
El ayuntamiento en Wachtendonk

Wachtendonk es un municipio situado en el distrito de Cléveris, en el estado federado de Renania del Norte-Westfalia (Alemania), con una población a finales de 2016 de unos 8134 habitantes.
Se encuentra ubicado al noroeste del estado, en la región de Düsseldorf, cerca de la orilla del río Rin y de la frontera con Países Bajos.

## Historia
Fue parte del Ducado de Güeldres, anexionado por los Países Bajos de los Habsburgo en 1543, durante la guerra de los Ochenta Años fue ocupada varias veces por los neerlandeses (1578-1588, 1600-1605). El tratado de Munster, dejó la villa en manos españolas, hasta 1702 cuando fue ocupada por Prusia.